# Lépin-le-Lac
Lépin-le-Lac est une commune française située dans le département de la Savoie, en région Auvergne-Rhône-Alpes.

## Géographie

### Localisation

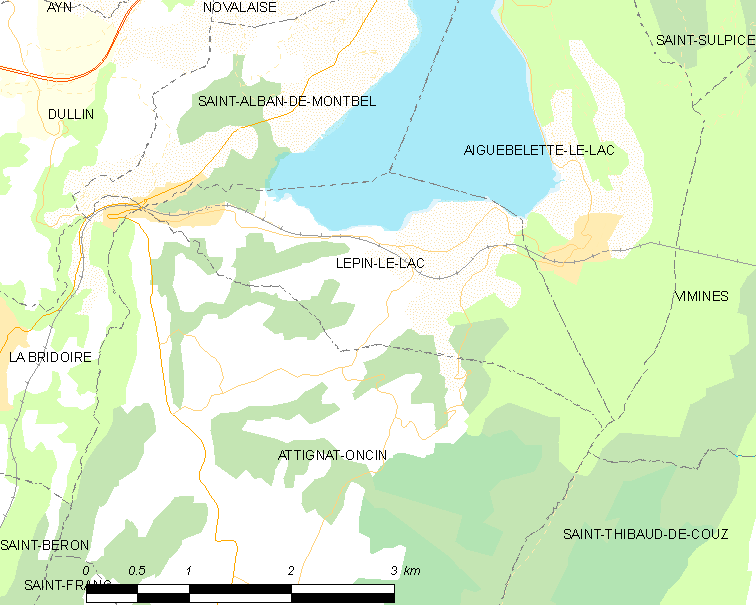
Plan du territoire de Lépin-le-Lac.

Le territoire de la commune de Lépin-le-Lac est situé dans le sud-est de la France, à l'ouest du département de la Savoie, sur la rive sud du lac d'Aiguebelette, à l'ouest de la chaîne de l'Épine. La commune fait partie de la petite région naturelle de l'Avant-Pays savoyard.
Le ruisseau du Thiez (ou Thiers), dans la partie nord de la commune, marque la limite avec la commune de Saint-Alban-de-Montbel, jusqu'au lieu-dit Le Gué des Planches. Ce lieu marque le point de jonction de ces deux communes mais aussi de La Bridoire et d'Attignat-Oncin.
La commune est traversée par deux autres ruisseaux, le ruisseau du Bourg, qui se jette dans le lac au niveau du Grand-Pré, et plus à l'est celui de La Tuilerie.

### Hameaux, lieux dits et écarts
La commune se compose d'un chef-lieu et de plusieurs hameaux ou lieux-dits, pour certains inhabités.
| - Au Bernay, - La Bageatière, - Le Bernadieu, - La Chabaudière, - Le Chalet, - Le Curtelet, - Le Gué des Planches', - chez Burdin - Château de Lépin, - Le Grand-Pré, - Boffard, - Le Micoud, - La Maigre, | - Lépin (chef-lieu), - Le Pinet, - Le Puits, - La Plaine, - Le Rossignolet, - Le Riondet, - Le Rocheray, - Les Grimonet, - Les Martin-dessus, - Les Martin-dessous, - La Montagne, - Le Port. |

### Voies de communication et transports

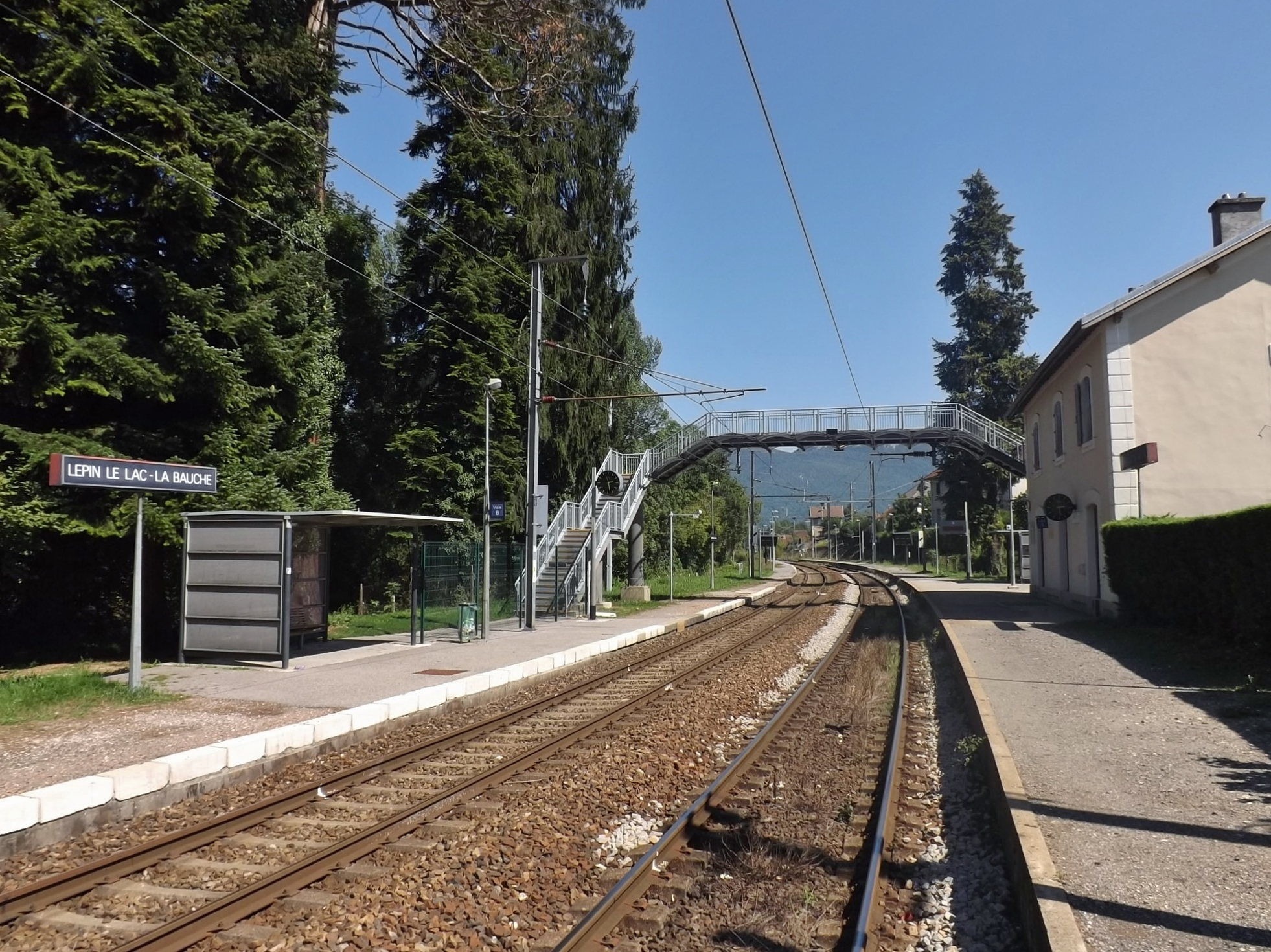
Gare de Lépin-le-Lac - La Bauche.

La commune est desservie par une gare ferroviaire, la gare de Lépin-le-Lac - La Bauche (La Bauche étant une commune située au sud de Lépin-le-Lac) établie sur la ligne de Saint-André-le-Gaz à Chambéry. La gare est desservie par les TER Rhône-Alpes circulant entre Lyon et Chambéry (parfois prolongés vers Modane et Bourg-Saint-Maurice).
Un accès rapide à l'autoroute A43 est aussi disponible à une dizaine de kilomètres, au nord du lac d'Aiguebelette.

### Climat
Pour des articles plus généraux, voir Climat d'Auvergne-Rhône-Alpes et Climat de la Savoie.
En 2010, le climat de la commune est de type climat des marges montargnardes, selon une étude du Centre national de la recherche scientifique s'appuyant sur une série de données couvrant la période 1971-2000. En 2020, Météo-France publie une typologie des climats de la France métropolitaine dans laquelle la commune est exposée à un climat de montagne ou de marges de montagne et est dans la région climatique Alpes du nord, caractérisée par une pluviométrie annuelle de 1 200 à 1 500 mm, irrégulièrement répartie en été.
Pour la période 1971-2000, la température annuelle moyenne est de 11 °C, avec une amplitude thermique annuelle de 18,8 °C. Le cumul annuel moyen de précipitations est de 1 328 mm, avec 9,8 jours de précipitations en janvier et 8,2 jours en juillet. Pour la période 1991-2020, la température moyenne annuelle observée sur la station météorologique de Météo-France la plus proche, « Novalaise », sur la commune de Novalaise à 7 km à vol d'oiseau, est de 10,9 °C et le cumul annuel moyen de précipitations est de 1 443,4 mm,. Pour l'avenir, les paramètres climatiques de la commune estimés pour 2050 selon différents scénarios d'émission de gaz à effet de serre sont consultables sur un site dédié publié par Météo-France en novembre 2022.

## Urbanisme

### Typologie
Au 1er janvier 2024, Lépin-le-Lac est catégorisée commune rurale à habitat dispersé, selon la nouvelle grille communale de densité à sept niveaux définie par l'Insee en 2022.
Elle appartient à l'unité urbaine du Pont-de-Beauvoisin, une agglomération inter-départementale regroupant treize  communes, dont elle est une commune de la banlieue,,. Par ailleurs la commune fait partie de l'aire d'attraction de Chambéry, dont elle est une commune de la couronne,. Cette aire, qui regroupe 115 communes, est catégorisée dans les aires de 200 000 à moins de 700 000 habitants,.

### Occupation des sols
L'occupation des sols de la commune, telle qu'elle ressort de la base de données européenne d’occupation biophysique des sols Corine Land Cover (CLC), est marquée par l'importance des territoires agricoles (49,6 % en 2018), une proportion sensiblement équivalente à celle de 1990 (48,9 %). La répartition détaillée en 2018 est la suivante : 
zones agricoles hétérogènes (35,1 %), forêts (35,1 %), prairies (14,6 %), eaux continentales (12,3 %), zones urbanisées (3 %).
L'IGN met par ailleurs à disposition un outil en ligne permettant de comparer l’évolution dans le temps de l’occupation des sols de la commune (ou de territoires à des échelles différentes). Plusieurs époques sont accessibles sous forme de cartes ou photos aériennes : la carte de Cassini (XVIIIe siècle), la carte d'état-major (1820-1866) et la période actuelle (1950 à aujourd'hui).

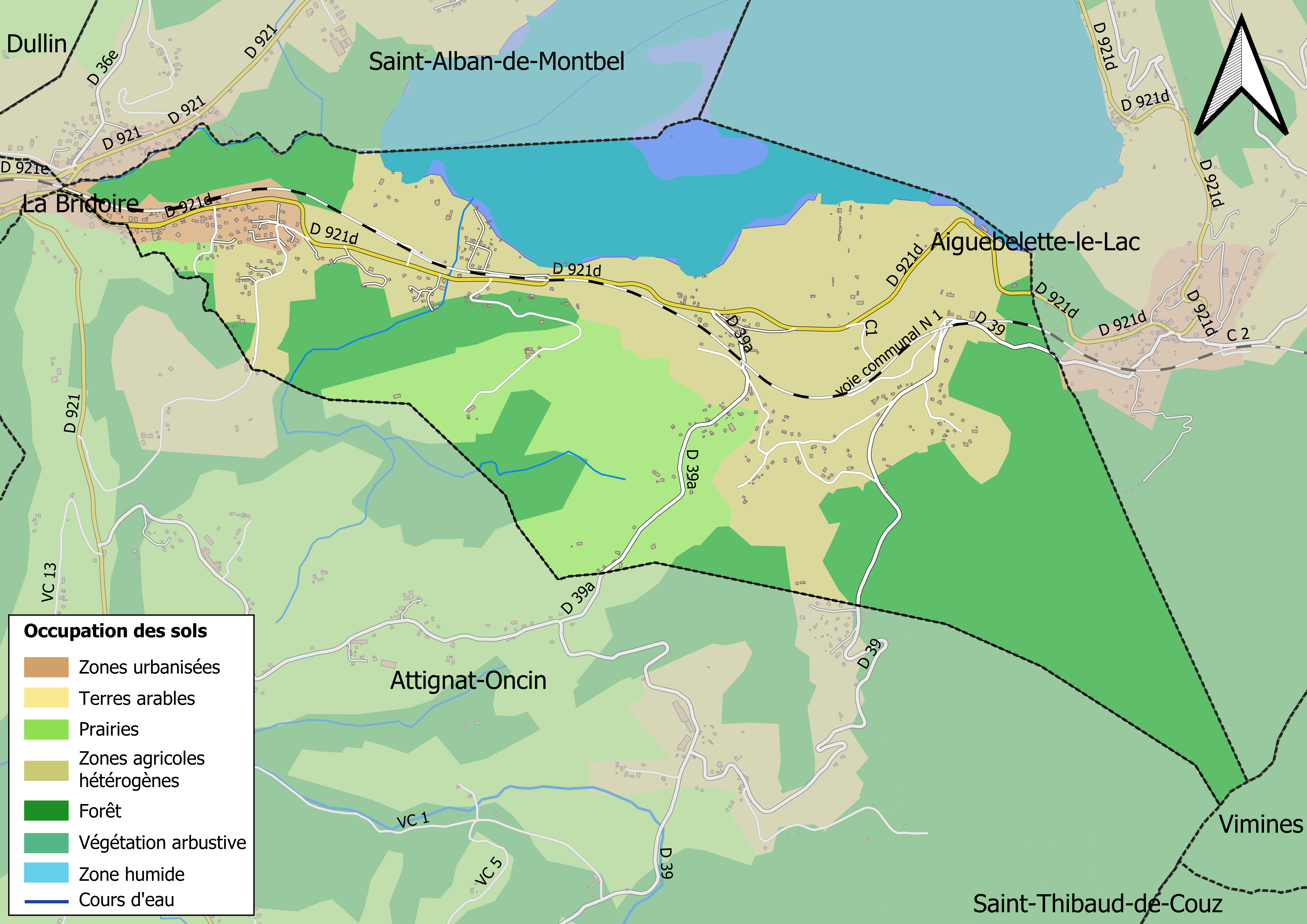
Carte des infrastructures et de l'occupation des sols en 2018 (CLC) de la commune.
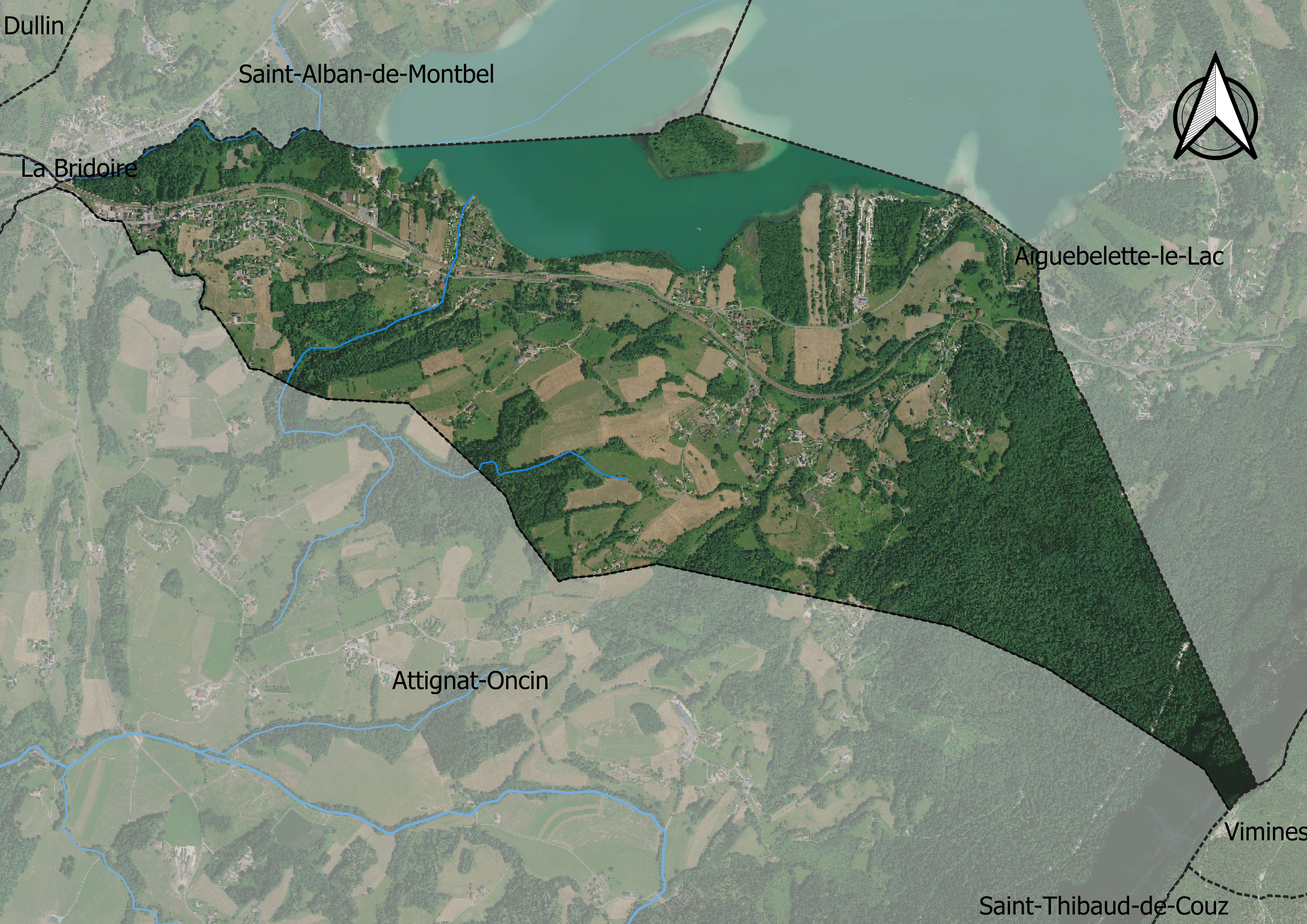
Carte orthophotogrammétrique de la commune.

## Toponymie
Le nom de la commune, Lépin-le-Lac, est fixé par décret le 31 octobre 1930. Le syntagme Lac est lié au lac d'Aiguebelette baigne la limite nord du territoire.
Les formes anciennes observées sont Ecclesia de Lepino en 1140, Lespenes en 1278, Prioratus de Lepins en 1308, Parrochia de Lespins au XIVe siècle, L’Epin en 1729, Lepin en 1732,,.
Le toponyme est tiré du latin spinus, « prunier sauvage », qui a dérivé en Lespin, Lépin, L'Epin, avec agglutination de l'article,.
En francoprovençal, le nom de la commune s'écrit Lepin, selon la graphie de Conflans.

## Histoire

### Période antique
Lépin a été un site antique. Samuel Guichenon (XVIIe siècle) signalait l'existence d'une « inscription dédiée à la victoire d'Auguste », que reprennent les auteurs de l'Histoire des communes savoyardes (1982), sans autres précisions. Un sarcophage, comportant une inscription gréco-latine, a été retrouvée sur la Grande Île, de même que les traces d'un de ce qui pourrait être un temple,. Ce dernier a été découvert lors de la restauration de la chapelle Saint-Vincent. Enfin, au lieu-dit Tuillière, des restes de tuiles gallo-romaines ont été retrouvés.
Plus récemment, une étude a permis de voir dans la croix, installée à la sortie ouest du bourg, l'emplacement d'une borne romaine, permettant d'indiquer la position du tronçon de l'ancienne voie romaine permettant le passage à travers l'Avant-Pays savoyard, sur l'axe Mediolanum—Vienna (Milan–Vienne).

### Période médiévale
La première mention de l'église — Ecclesia de Lepino — remonte à l'année 1140, d'après la Gallia Christiana,. L'église du village est dédiée à la Sainte Trinité. Elle est édifiée dans un style de « premier art roman méditerranéen ».
La seigneurie de Lépin est donnée en apanage en 1220 par le comte Thomas Ier de Savoie à sa fille Béatrice. En 1260, elle passe aux Hospitaliers de ordre de Saint-Jean de Jérusalem (cf. ci-après).
À partir de l'année 1630, la seigneurie appartient à la famille Perrin, qui possède également des terres et des propriétés dans la paroisse.
L'ancienne paroisse de Gresin appartient, au XVIIIe siècle, à celle de Lépin, jusqu'en 1837.

### Les Hospitaliers
En 1260, la seigneurie est donnée à la commanderie des Échelles des Hospitaliers de ordre de Saint-Jean de Jérusalem qui la possède jusqu'à la Révolution.

### Période contemporaine
Au cours de la période d'occupation du duché de Savoie par les troupes révolutionnaires françaises, à la suite du rattachement de 1792, la commune appartient au canton de Pont-de-Beauvoisin, au sein du département du Mont-Blanc.
Le « château de Lépin » (XIXe siècle) est bâti vers 1760 par Noble Charles Perrin, issu d'une vieille famille de la bourgeoisie chambérienne, et sénateur au Sénat de Savoie. Les biens de Louis Bonaventure Perrin, comte de Lépin, fils de Charles Perrin, sont confisqués comme biens d'émigré, en 1796, et rachetés par Benoit Burdin, homme d'affaires de ce dernier. Le comte de Lépin les achète en 1804, après la loi d'amnistie,. Après sa mort, le château et les terres passèrent à son petit-fils, Tancrède de Rivérieulx de Chambost dit le comte de Lépin, qui restaura le château en 1882,. Son fils, Albert de Rivérieulx de Chambost de Lépin, en hérita.
Durant la Seconde Guerre mondiale la commune, située en zone non occupée, a été le théâtre d'un évènement marquant avec l'assignation à résidence de nombreuses familles juives étrangères dans les structures hôtelières de l'époque. 70 lits en hôtel avaient été réservés au regroupement des juifs étrangers par la Préfecture de Savoie. Le 26 août 1942 ces familles ont subi une rafle organisée par la police française sous les ordres du gouvernement de Vichy. Plusieurs d'entre elles ont été déportées et assassinées à Auschwitz. Cette rafle massive, organisée dans toute la zone libre, a été préparée par le secrétaire général de la police René Bousquet, en collaboration avec la direction de la police nationale et les préfectures régionales et départementales. Les communes voisines d'Aiguebelette-le-Lac et Saint-Alban-de-Montbel ont, elles aussi, été concernées par cette politique de regroupement des juifs étrangers en vue de leur déportation. Le 24 mai 1944, le cheminot Georges Besson (surnommée Théo), membre des Forces Françaises de l'Intérieur et auteur de nombreux sabotages sur la région lyonnaise, est arrêté en gare de Lépin-le-Lac La Bauche ; conduit à la prison de Montluc, il disparut sans laisser de trace.

## Politique et administration

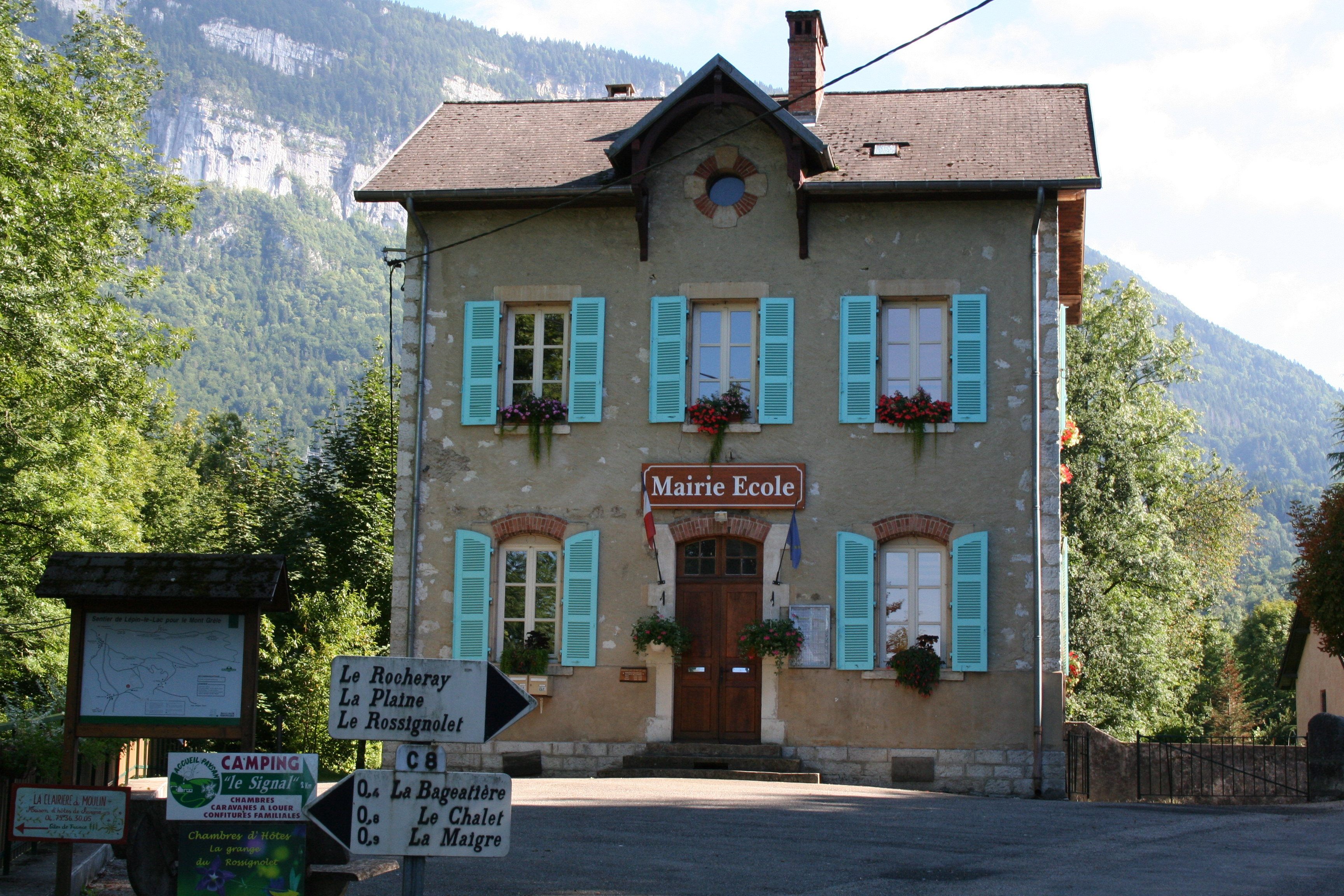
Ancienne mairie.

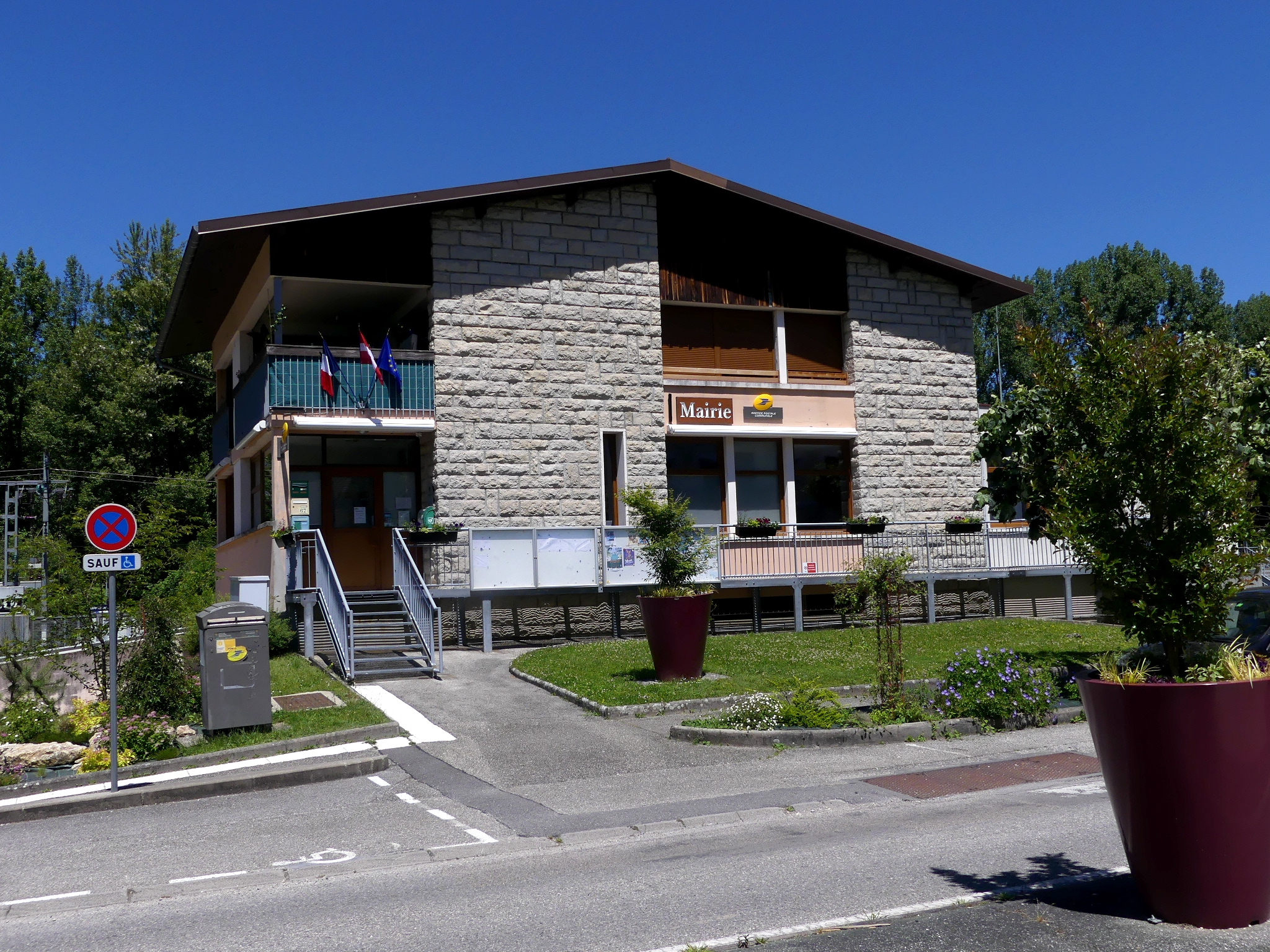
Nouvelle mairie.

| Période                                  | Période                      | Identité              | Étiquette | Qualité |
| ---------------------------------------- | ---------------------------- | --------------------- | --------- | ------- |
| Les données manquantes sont à compléter. |                              |                       |           |         |
| 1900                                     | 1904                         | Albert de Chambost    |           |         |
| 1904                                     | 1914                         | Célestin Frandin      |           |         |
| 1914                                     | 1929                         | Félix Marteau         |           |         |
| 1929                                     | 1932                         | Albert de Chambost    |           |         |
| 1932                                     | 1935                         | Joseph Mollard        |           |         |
| 1935                                     | août 1944                    | Antoine Curtaud       |           |         |
| août 1944                                | 1953                         | Xavier de Chambost    |           |         |
| 1953                                     | 1959                         | Antoine Curtaud       |           |         |
| 1959                                     | mars 1971                    | Robert Grimonet       |           |         |
| mars 1971                                | février 1996                 | Georges Tomamichel    |           |         |
| mars 1996                                | mars 2001                    | Monique Duport-Rosand |           |         |
| mars 2001                                | mars 2014                    | Lucien Barret         |           |         |
| mars 2014                                | mars 2020                    | Raymonde Girard       |           |         |
| mars 2020                                | En cours (au septembre 2023) | Serge Grollier        |           |         |

## Population et société

### Démographie
Les habitants de la commune sont appelés les Lépinois.

L'évolution du nombre d'habitants est connue à travers les recensements de la population effectués dans la commune depuis 1793. Pour les communes de moins de 10 000 habitants, une enquête de recensement portant sur toute la population est réalisée tous les cinq ans, les populations de référence des années intermédiaires étant quant à elles estimées par interpolation ou extrapolation. Pour la commune, le premier recensement exhaustif entrant dans le cadre du nouveau dispositif a été réalisé en 2005.

En 2022, la commune comptait 466 habitants, en évolution de +2,42 % par rapport à 2016 (Savoie : +3,63 %, France hors Mayotte : +2,11 %).
| 1793 | 1800 | 1806 | 1822 | 1838 | 1848 | 1858 | 1861 | 1866 |
| ---- | ---- | ---- | ---- | ---- | ---- | ---- | ---- | ---- |
| 286  | 395  | 435  | 373  | 403  | 412  | 304  | 283  | 283  |

| 1872 | 1876 | 1881 | 1886 | 1891 | 1896 | 1901 | 1906 | 1911 |
| ---- | ---- | ---- | ---- | ---- | ---- | ---- | ---- | ---- |
| 283  | 288  | 476  | 311  | 312  | 288  | 287  | 296  | 291  |

| 1921 | 1926 | 1931 | 1936 | 1946 | 1954 | 1962 | 1968 | 1975 |
| ---- | ---- | ---- | ---- | ---- | ---- | ---- | ---- | ---- |
| 254  | 277  | 253  | 235  | 230  | 199  | 184  | 168  | 190  |

| 1982 | 1990 | 1999 | 2005 | 2006 | 2010 | 2015 | 2020 | 2022 |
| ---- | ---- | ---- | ---- | ---- | ---- | ---- | ---- | ---- |
| 191  | 255  | 282  | 347  | 358  | 433  | 454  | 469  | 466  |

### Enseignement
La commune de Lépin-le-Lac se situe dans l'académie de Grenoble. À la rentrée 2017-2018, elle administre une école élémentaire publique qui accueille  20 élèves.

### Médias

#### Presse écrite
La presse écrite locale est représentée par la presse quotidienne ou hebdomadaire régionale, notamment le Dauphiné libéré, avec son édition du Chartreuse et de Chambéry, l’Essor savoyard ou encore la Vie Nouvelle.

#### Radio et télévision
La commune est couverte par des antennes locales de radios dont France Bleu Pays de Savoie ainsi que par des antennes locales de radios dont France Bleu Pays de Savoie, Radio ISA et Radio Couleur Chartreuse. La chaîne de télévision locale TV8 Mont-Blanc diffuse des émissions sur les pays de Savoie, notamment l'émission « La Place du village ». France 3 et sa station régionale France 3 Alpes, peuvent parfois relater les faits de vie de la commune.

## Économie
Le commune fait partie de l'aire géographique de production et transformation du « Bois de Chartreuse », la première AOC de la filière Bois en France,.

## Culture locale et patrimoine

### Lieux et monuments

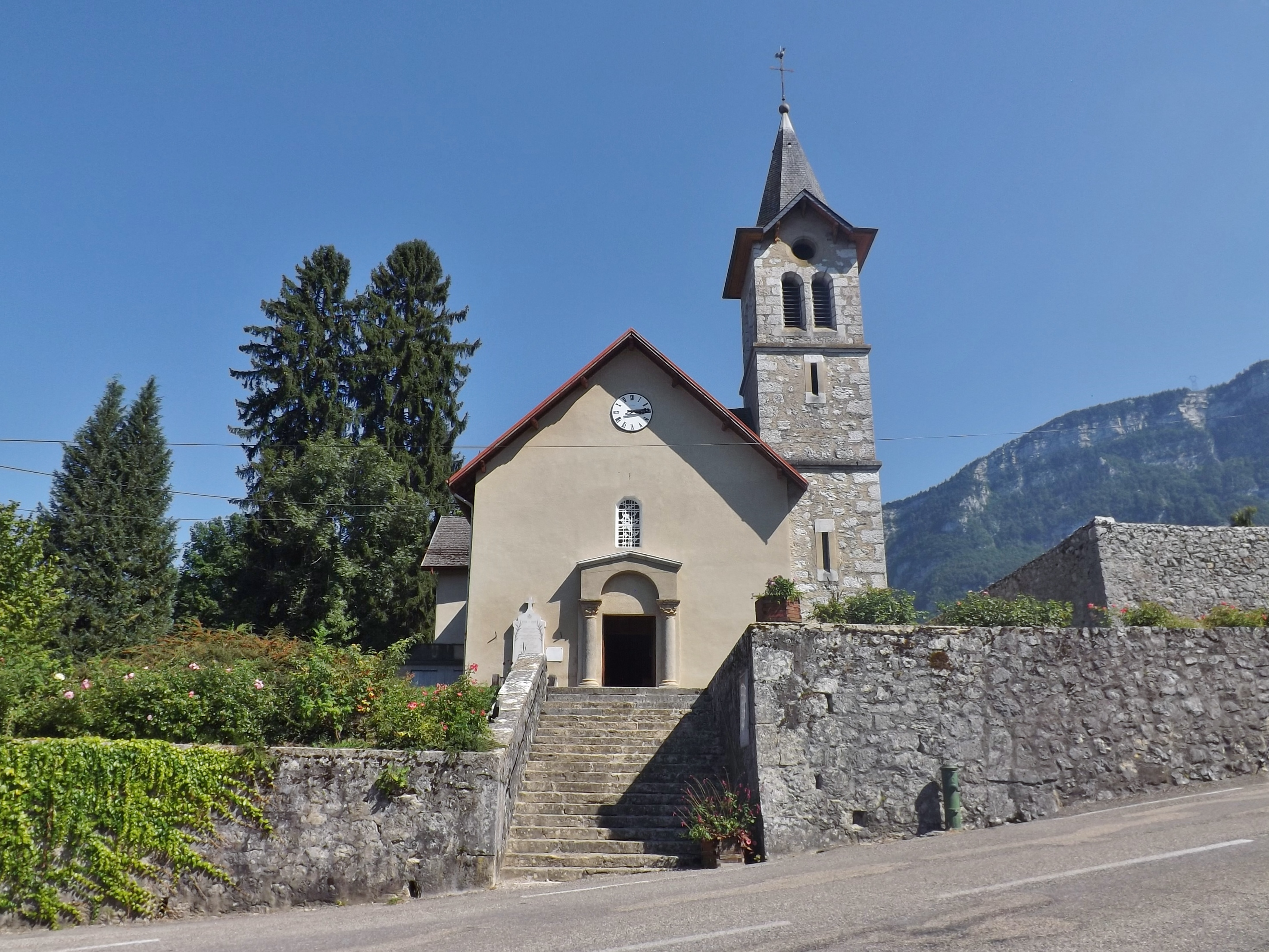
L'église située au chef-lieu.

L'église d'origine romane, avec une abside entourée de deux absidioles, a été entièrement restaurée en 1890 d'après les plans de M. Latoud, architecte à Chambéry.
Près de l'église, le prieuré est un bâtiment assez bien conservé qui dépendait de l'abbaye de Saint-Chef dès 1275.
Le « château de Lépin » est édifié vers 1760 par Noble Charles Perrin, issu d'une vieille famille implantée dans la commune au siècle suivant et encore en possession des descendants de la famille dans les années 1980,.

### Festivités
En 2021, le salon du chocolat vertueux Croq Ethiq, manifestation unique en France rassemblant les rares chocolatiers travaillant de la plantation à la tablette et développant des projets solidaires avec les planteurs de cacao est créé sur la commune. A chaque édition, un pays producteur de cacao est mis à l'honneur et des acteurs de la filière cacao durable sont invités pour l'occasion. Après 3 éditions, la manifestation n'est pas reconduite en 2023.

### Cinéma
- De nombreuses scènes du film Tristesse Club ont été tournées sur le lac d'Aiguebelette et à l'ancien hôtel rond, qui figure même sur l'affiche[39].
- La plupart des scènes de crépuscule du clip de Célébration 2 de Luv Resval & Alkpote (extrait de la B.O. inspirée du film En Passant Pécho) se déroulent sur le lac, au large de la plage communale[40].

### Personnalités liées à la commune
- Louis Bonaventure Perrin de Lépin, comte de Lépin (1768-1842), chevalier de l'Ordre des Saints-Maurice-et-Lazare[41] ;
- plusieurs membres de la famille de Chambost (propriétaire du lac d'Aiguebelette et jadis du château Perrin) et quelques représentants de la branche de Chambost de Lépin ;
- Claude Burdin, natif de Lépin-le-Lac,  (1788-1873), ancien élève de l'École polytechnique (X 1807), ingénieur des mines, inventeur de la turbine[42] ;
- Claude Martin (1826-1906), natif, émigré en Argentine et revenu à Chambéry après avoir fait fortune dans l'élevage[43]. La salle communale a possédé un portrait de celui qui porta le « titre de bienfaiteur des pauvres de Lépin », de même qu'une rue de Chambéry porte son nom[44].
- Jean Lacroix, philosophe personnaliste compagnon d'Emmanuel Mounier a construit au tournant de la guerre une résidence secondaire voisine de la plage de Lépin, il y reçu de nombreuses personnalités et y rédigeait la chronique philosophique du journal le monde